# Slowly
Slowly (estilizado como SLOWLY) é um aplicativo de rede geosocial que permite aos usuários trocar mensagens com delay ou "cartas". O tempo que uma mensagem leva para ser entregue depende da distância entre o remetente e o destinatário.

## História
Slowly foi lançado para iOS em 2017, e para Android um ano depois. Foi apresentado como o "Aplicativo do Dia" da App Store em mais de trinta regiões em todo o mundo. Em janeiro de 2019, atingiu 1 milhão de usuários, e m setembro do mesmo ano, foi lançado para versão web. Também, foi premiado como "Melhor aplicativo inovador" de 2019 pelo Google Play. [carece de fontes?]

## Funcionamento
Os usuários precisam criar um apelido e um avatar para começar. Eles podem navegar manualmente pelos perfis de usuário ou ser “correspondidos automaticamente” por meio de um algoritmo. o aplicativo permite que os usuários pesquisem pessoas usando filtros, como interesses comuns ou pessoas de determinados países. O aplicativo estabelece várias “Regras Internas” que devem ser acordadas antes de um usuário usar o aplicativo. As "cartas" levam de 30 minutos a 60 horas para chegar ao seu destino, dependendo da distância entre o remetente e o destinatário. Selos virtuais são coletados e anexados às cartas virtuais antes de enviá-las.
Uma grande variedade de selos virtuais também podem ser obtidos gratuitamente em dias especiais (feriados, dias internacionais, etc.) ou comprados na “Loja de Selos” do aplicativo, pagos com “Slowly Coins”. Essas moedas podem ser compradas com moedas locais ou obtidas como recompensas gratuitas assistindo a pequenos anúncios em vídeo no aplicativo. As mensagens também podem incluir fotos e notas de áudio com o consentimento do destinatário.